# STYLE (GRASS VALLEYのアルバム)
『STYLE』（スタイル）は、1988年7月1日に発売されたGRASS VALLEYの3枚目のアルバムにして、初のフル・アルバム。

## 解説
上領亘作曲作品に敷島アキラが作詞を乗せている。

## 収録曲
全曲編曲：GRASS VALLEY
1. STYLE
作詞:出口雅之･敷島アキラ　作曲:上領亘
2. STAYING HEAVEN
作詞:出口雅之　作曲:本田恭之
3. BOAT
作詞:出口雅之　作曲:本田恭之
4. 夕凪
作詞:出口雅之　作曲:本田恭之
5. SHINING DROPS
作詞:出口雅之　作曲:本田恭之
6. 星の棲む川
作詞:出口雅之　作曲:本田恭之
7. 赤い群集
作詞:出口雅之/敷島アキラ　作曲:上領亘
8. 飛行船
作詞:出口雅之　作曲:根本一朗
9. BYE
作詞:出口雅之　作曲:本田恭之
10. EDUCATION
作詞:敷島アキラ　作曲:上領亘